# Umut Ünlü
Umut Ünlü (28 de julio de 2001) es un deportista turco que compite en natación adaptada. Ganó dos medallas de oro en los Juegos Paralímpicos de París 2024.

## Palmarés internacional
| Juegos Paralímpicos | Juegos Paralímpicos | Juegos Paralímpicos | Juegos Paralímpicos |
| Año                 | Lugar               | Medalla             | Prueba              |
| ------------------- | ------------------- | ------------------- | ------------------- |
| 2024                | París (Francia)     | Medalla de oro      | 50 m libre S3       |
| 2024                | París (Francia)     | Medalla de oro      | 200 m libre S3      |